# Cuórum (festival de cine)
Cuórum es un festival cinematográfico mexicano sobre diversidad sexual y género celebrado en Morelia.En cada edición se integra un jurado para otorgar premios, entre ellos la Camelina de Plata, diseñada por la artista Mariana Villarreal, al mejor cortometraje.
Surgió en 2016 dentro del Programa de Diversidad Sexual del Festival Internacional de Cine de Morelia, cuando se proyectaron cortometrajes mexicanos de temática LGBT y se realizó un encuentro entre cineastas y público para dialogar sobre disidencias sexuales, género e identidades. Tras 3 ediciones exitosas dentro del marco de ese festival, en 2019 se formalizó como un nuevo festival bajo el nombre de Cuórum,en donde se rindió homenaje al artista michoacano Teo Hernández, y proyectó sus filmes Tables d'hiver (1978-79), Nuestra señora de París (1981-82), y Estrellas de ayer (1969).
Durante la pandemia de COVID-19, el festival se realizó en línea y se presentó una selección de cortometrajes a través de la plataforma de streaming FilminLatino.

## Ediciones
En cada edición se presentan cortometrajes documentales, de ficción y de animación de realizadores mexicanos sobre diversidad sexual y género.
| Año  | Título                                                  | Dirección                              | Sección                                |
| ---- | ------------------------------------------------------- | -------------------------------------- | -------------------------------------- |
| 2024 | Pendiente                                               |                                        |                                        |
| 2023 | Loving Highsmith                                        | Eva Vititja                            | Función inaugural                      |
| 2023 | 30 agujas                                               | Jaime Carmona                          | Selección oficial                      |
| 2023 | Acmé                                                    | Agustín Montangie                      | Selección oficial                      |
| 2023 | Álbum"                                                  | emaLúa gcanchola                       | Selección oficial                      |
| 2023 | Canción para los ángeles                                | Martín Dávalos                         | Selección oficial                      |
| 2023 | Los cimarrones                                          | Dami Sainz                             | Selección oficial                      |
| 2023 | La creación de un nuevo ser                             | Franco Figueroa                        | Selección oficial                      |
| 2023 | Día uno                                                 | Constanza Lobos                        | Selección oficial                      |
| 2023 | Ideología de género: Desmontando el plan eterno de Dios | Río                                    | Selección oficial                      |
| 2023 | Lucas                                                   | Jessica Quiroz                         | Selección oficial                      |
| 2023 | Perpetua Felicidad                                      | Isa Luengo y Sofía Esteve              | Selección oficial                      |
| 2023 | Otro lugar                                              | Sofía Landgrave                        | Selección oficial                      |
| 2023 | La pequeña muerte                                       | Pedro Lavín                            | Selección oficial                      |
| 2023 | El silencio de los niños                                | Sofía Quirós                           | Selección oficial                      |
| 2023 | Té con Adonis                                           | Salim Mourad                           | Selección oficial                      |
| 2023 | Vienen las grietas                                      | Daniel Mateo                           | Selección oficial                      |
| 2023 | Mi vacío y yo                                           | Adrián Silvestre                       | Mirador                                |
| 2023 | El cielo después de llover                              | Mercedes Gaviria                       | Mirador                                |
| 2023 | Llamadas desde Moscú                                    | Luis Alejandro Yero                    | Mirador                                |
| 2023 | Hoy partido a las 3                                     | Clarisa Navas                          | Mirador                                |
| 2023 | Las mil y una                                           | Clarisa Navas                          | Mirador                                |
| 2023 | No es un juevo                                          | Lucas Olivares                         | Mirador                                |
| 2023 | Enviado para falsear                                    | Maia Navas                             | Mirador                                |
| 2022 | Querida Nancy                                           | Olivia Peregrino                       |                                        |
| 2022 | Un blues para Teherán                                   | Javier Tolentino                       |                                        |
| 2022 | Un varón                                                | Fabián Hernández                       |                                        |
| 2022 | La hija de todas las rabias                             | Laura Baumeister                       |                                        |
| 2022 | L.A. QueenCiañera                                       | Pedro Peira                            |                                        |
| 2022 | La luna es un queso verde                               | Mai Zetterling                         |                                        |
| 2022 | Destello bravío                                         | Ainhoa Rodríguez                       |                                        |
| 2022 | Tres tristes tigres                                     | Gustavo Vinagre                        |                                        |
| 2022 | El muerto y ser feliz                                   | Javier Rebolio                         |                                        |
| 2022 | Nunca seremos parte                                     | Amelia Eloisa                          |                                        |
| 2022 | El compromiso de las sombras                            | Sandra Luz López Barroso               |                                        |
| 2022 | Lxs primerxs combatientes                               | Rodrigo de Oliveira                    |                                        |
| 2022 | El príncipe                                             | Sebastián Muñoz                        |                                        |
| 2022 | La vida es un carnaval                                  | Fernando Colin Roque                   |                                        |
| 2022 | Las flores de la noche                                  | Eduardo Esquivel y Omar Robles         |                                        |
| 2022 | Esquí                                                   | Manque la Banca                        |                                        |
| 2022 | Mi novia es la revolución                               | Marcelino Islas                        |                                        |
| 2021 | Algo en común                                           | Marcela Ayala                          | Cortometrajes mexicanos en competencia |
| 2021 | Llamar a la puerta                                      | Isabel Barajas                         | Cortometrajes mexicanos en competencia |
| 2021 | La espera                                               | Celina Yunuen Manuel Piñón             | Cortometrajes mexicanos en competencia |
| 2021 | Soñé con Anna                                           | Luisa Urbina                           | Cortometrajes mexicanos en competencia |
| 2021 | Sigues Aquí                                             | Andrea Horneado                        | Cortometrajes mexicanos en competencia |
| 2021 | Subamos juntas la montaña                               | Dana Albicker Mendiola                 | Cortometrajes mexicanos en competencia |
| 2021 | Victoria                                                | Eloísa Díaz                            | Cortometrajes mexicanos en competencia |
| 2021 | El soplo del viento                                     | Pau Verdalet                           | Cortometrajes mexicanos en competencia |
| 2021 | Los últimos recuerdos de Abril                          | Nancy Cruz                             | Cortometrajes mexicanos en competencia |
| 2021 | Rebel Hearts                                            | Pedro Kos                              | Mirador Nacional (largometrajes)       |
| 2021 | Nudo Mixteco                                            | Ángeles Cruz                           | Mirador Nacional (largometrajes)       |
| 2021 | Canción de invierno                                     | Silvana Lázaro                         | Mirador Nacional (largometrajes)       |
| 2021 | Medusa                                                  | Anita Rocha da Silveira                | Mirador Nacional (largometrajes)       |
| 2021 | Minyan                                                  | Eric Steel                             | Mirador Nacional (largometrajes)       |
| 2021 | Sedimentos                                              | Adrián Silvestre                       | Mirador Nacional (largometrajes)       |
| 2021 | El viaje de Monalisa                                    | Nicole Costa                           | Mirador Nacional (largometrajes)       |
| 2021 | Valentina                                               | Cássio Pereira dos Santos              | Mirador Nacional (largometrajes)       |
| 2020 | Suspendido por la Pandemia COVID-19                     | Suspendido por la Pandemia COVID-19    | Suspendido por la Pandemia COVID-19    |
| 2019 | Alessa                                                  | Paola Adriana Gracia Ruiz              | Cortometrajes mexicanos en competencia |
| 2019 | Anacondas                                               | Andrés Villa                           | Cortometrajes mexicanos en competencia |
| 2019 | Deep Web Cam                                            | Itzel Franco                           | Cortometrajes mexicanos en competencia |
| 2019 | Dejarse crecer el cuerpo                                | Andrea Gudiño                          | Cortometrajes mexicanos en competencia |
| 2019 | Emilia                                                  | Diego Lomelín                          | Cortometrajes mexicanos en competencia |
| 2019 | En color                                                | James Lucas                            | Cortometrajes mexicanos en competencia |
| 2019 | Espuma de mar                                           | Luis Mariano García                    | Cortometrajes mexicanos en competencia |
| 2019 | Fragmentos                                              | Ofelia Reyes Botello                   | Cortometrajes mexicanos en competencia |
| 2019 | Fría Culpa                                              | Paula Aguilar                          | Cortometrajes mexicanos en competencia |
| 2019 | Iluminaria                                              | Cinthya Zavala                         | Cortometrajes mexicanos en competencia |
| 2019 | Inmune                                                  | Martín Bautista                        | Cortometrajes mexicanos en competencia |
| 2019 | Instrucciones para Soltar                               | Gustavo Gamero                         | Cortometrajes mexicanos en competencia |
| 2019 | La bruja de Texcoco                                     | Cecilia Villaverde y Alejandro Paredes | Cortometrajes mexicanos en competencia |
| 2019 | Las dos Claudias                                        | Frida Meza                             | Cortometrajes mexicanos en competencia |
| 2019 | Las muñecas de la Casa Verde                            | Miguel Cruz                            | Cortometrajes mexicanos en competencia |
| 2019 | Una mujer enorme                                        | Paulina Urreta Torres                  | Cortometrajes mexicanos en competencia |

| Año  | Título                              | Dirección                       | Notas                            |
| ---- | ----------------------------------- | ------------------------------- | -------------------------------- |
| 2018 | ¡Cassandro el Exótico!              | Marie Losier                    | Película inaugural               |
| 2018 | Celebr8                             | Jorge Sistas                    | [ 8 ]                            |
| 2018 | Cuaderno de octubre                 | Eric Silva                      | Cortometrajes en competencia     |
| 2018 | La flaca                            | Thiago Zanato y Adriana Barbosa | Cortometrajes en competencia     |
| 2018 | La mariachi                         | Adán Ruíz                       | Cortometrajes en competencia     |
| 2018 | Lila                                | Paolo Wriedt                    | Cortometrajes en competencia     |
| 2018 | María Bonita                        | Roxana Anaya                    | Cortometrajes en competencia     |
| 2018 | Panquecito                          | Chucho E. Quintero              | Cortometrajes en competencia     |
| 2018 | Reset                               | Rodrigo Martín Jaffe            | Cortometrajes en competencia     |
| 2018 | Se murió Juan Gabriel               | Tavo Ruíz                       | Cortometrajes en competencia     |
| 2018 | Sin deseo de indecencia             | Luis Armando Sosa Gil           | Cortometrajes en competencia     |
| 2018 | Uli: Show de medianoche             | Oscar y Julio Galeote           | Cortometrajes en competencia     |
| 2018 | Un amor en rebeldía                 | Tania Claudia Castillo          | Cortometrajes en competencia     |
| 2017 | ¿Y a ti qué animal te gustaría ser? | Pierre Saint Martin             | II Programa de Diversidad Sexual |
| 2017 | Dos ballenas                        | Diego Cruz Cilveti              | II Programa de Diversidad Sexual |
| 2017 | dragTHEqueen                        | Emilio González                 | II Programa de Diversidad Sexual |
| 2017 | En tierra de machos el joto es rey  | Dave Carrizosa                  | II Programa de Diversidad Sexual |
| 2017 | En un latino del corazón            | Esteban Bravo y Beth David      | II Programa de Diversidad Sexual |
| 2017 | Julkita                             | Humberto Busto                  | II Programa de Diversidad Sexual |
| 2017 | Pléyade                             | David Muñoz Velasco             | II Programa de Diversidad Sexual |
| 2017 | Soy Alex                            | Itzuri Sánchez y Joss Manz      | II Programa de Diversidad Sexual |
| 2017 | Oasis                               | Alejandro Zuno                  | Mirador Nacional                 |
| 2017 | Los desterrados hijos de Eva        | Omar Robles                     | Mirador Nacional                 |
| 2017 | Loving South                        | Oliver Rendón                   | Mirador Nacional                 |
| 2017 | Albina                              | Pablo Ortiz Gómez               | Mirador Nacional                 |
| 2017 | Oso Polar                           | Marcelo Tobar                   | Mirador Nacional                 |
| 2017 | Call me by your name                | Luca Guadagnino                 | Mirador Internacional            |

## Sitios externos
- Página oficial Cuórum